# Candacia paenelongimana
Candacia paenelongimana är en kräftdjursart som beskrevs av Fleminger och Bowman 1956. Candacia paenelongimana ingår i släktet Candacia och familjen Candaciidae. Inga underarter finns listade i Catalogue of Life.